# جون فيرغسون (لاعب كرة قدم أسترالية)
جون فيرغسون (بالإنجليزية: John Ferguson)‏ هو لاعب كرة قدم أسترالية أسترالي، ولد في 12 مايو 1931.

## وصلات خارجية
- جون فيرغسون على موقع AustralianFootball.com (الإنجليزية)
- جون فيرغسون على موقع AFLtables.com (الإنجليزية)